# 29'er
29’eren (udtales twentyniner) er en meget hurtig jolle, der er designet af australieren Julian Bethwaite. Den første båd blev produceret i 1998. Målgruppen er ungdomssejlere, især de, der træner til at sejle den større 49'er. Den har en trapez og en asymmetrisk spiler ligesom 49’eren, bare mindre. 29'eren blev udviklet som en mindre variant af 49'eren. Den populære båd er en entypebåd, hvor alle både er helt ens fra skrog til rig. Den er et alternativ til Laseren med mere fart og er en international klasse.
Der har været afholdt VM hvert år siden 2000. VM 2006 blev holdt i Storbritannien, hvor Silja Lehtinen og Scott Babbage vandt.
Idealvægten for besætningen ligger på omkring de 125 kg.

## Skrog og rig
Skroget er lavet af glasfiber og er bygget med sandwichforstærkninger og dobbeltbund. Dette fører til, at 29'eren er meget stiv og robust, men samtidig let.
Masten kan deles i tre hvor de to nederste dele er lavet i aluminium og toppen i en kulfiber/glasfiber blanding. 
Fokken vender selv, det vil sige, at den ikke skal betjenes, når den først er trimmet ind. Dertil er der også et storsejl, som betjenes direkte fra bommen som en gennakker. Sejlene er af mylar design som surfsejl og kan ses igennem. Kun gennakkeren består af almindeligt spilerstof. I øjeblikket laves sejlene af Neilpryde, der primært laver surfsejl.
I modsætning til 49'eren står kun gasten i trapez i 29'eren, mens rorsmanden bruger hængestropper. Det er svært at sejle jollen med krængning, så de kræver godt samarbejde mellem rorsmanden og gasten, for at båden ikke krænger.